# 劳伦斯·A·塔巴克
劳伦斯·A·塔巴克（英語：Lawrence A. Tabak，1950年4月14日—），美国牙医学家和生物医学科学家，現任國家衛生院首席副院長，此前曾任國家牙科暨顱顏研究院院長。